# Progéniture (nouvelle)
Pour les articles homonymes, voir Progéniture et Progeny.
Progéniture (titre original: Progeny) est une nouvelle de science-fiction de Philip K. Dick publiée en novembre 1954 dans If.

## Résumé
Dans un avenir lointain où l'humanité a commencé à coloniser les systèmes solaires proches tels que celui de Proxima du Centaure, les enfants sont enlevés à leurs parents à la naissance et élevés par des robots. Ce système, ancré dans les habitudes et très bien accepté, permet aux enfants de se développer librement et de trouver leur voie naturelle, loin de toute pression familiale.
Ed Doyle, qui s'est installé dans les colonies pour les affaires, revient sur terre pour assister à la naissance de son fils Peter.
Habitué aux coutumes des colonies, plus triviales, celui-ci choque le docteur et sa femme en désirant prendre son bébé dans les bras.
Neuf ans plus tard, Ed Doyle revient sur terre afin de s'entretenir avec son fils. Celui-ci est déjà un génie de la biochimie. Ed Doyle propose à son fils de le suivre dans les colonies, mais celui-ci refuse, préférant se consacrer à ses études et rester auprès de ses professeurs robots.